# Japón en los Juegos Paralímpicos de Pyeongchang 2018
Japón estuvo representado en los Juegos Paralímpicos de Pyeongchang 2018 por un total de 38 deportistas, 33 hombres y cinco mujeres.

## Medallistas
El equipo paralímpico japonés obtuvo las siguientes medallas:
| Nombre          | Deporte        | Evento                            |
| --------------- | -------------- | --------------------------------- |
| Oro             |                |                                   |
| Momoka Muraoka  | Esquí alpino   | Eslalon gigante sentado femenino  |
| Yoshihiro Nitta | Esquí de fondo | 10 km de pie masculino            |
| Gurimu Narita   | Snowboard      | Eslalon SB-LL2 masculino          |
| Plata           |                |                                   |
| Momoka Muraoka  | Esquí alpino   | Descenso sentado femenino         |
| Momoka Muraoka  | Esquí alpino   | Eslalon sentado femenino          |
| Taiki Morii     | Esquí alpino   | Descenso sentado masculino        |
| Yoshihiro Nitta | Esquí de fondo | 1,5 km velocidad de pie masculino |
| Bronce          |                |                                   |
| Momoka Muraoka  | Esquí alpino   | Supergigante sentado femenino     |
| Momoka Muraoka  | Esquí alpino   | Supercombinada sentado femenino   |
| Gurimu Narita   | Snowboard      | Campo a través SB-LL2 masculino   |